# Rákosník zpěvný
Rákosník zpěvný (Acrocephalus palustris) je malým monotypickým druhem pěvce z čeledi rákosníkovitých (Acrocephalidae).

## Popis
- délka těla: 12–13 cm
- rozpětí křídel: 17–21 cm
- hmotnost: 11–14 g.

Svrchní strana těla je šedohnědá, spodinu má žlutavě bílou. Hrdlo je bílé, končetiny oranžovožluté. Obě pohlaví jsou zbarvena stejně. Je velmi podobný rákosníku obecnému (A. scirpaceus), většinou se však vyskytuje v jiném prostředí a má i odlišný zpěv.

## Hlas
Vábí pronikavým „šéé“ nebo „čak“. Samci zpívají z husté vegetace. Zpěv je hlasitý a z velké části tvořený imitacemi jiných druhů ptáků, včetně těch z afrických zimovišť.

## Rozšíření
Areál rozšíření rákosníka zpěvného sahá od jižní Británie a Francie východně až po západní Kazachstán a severně po jižní a jihovýchodní Finsko; jižní hranice pak prochází severní Itálii, Řeckem, Bulharskem a podél jižního pobřeží Černého moře i Tureckem. V posledních desetiletích se šíří dále na sever, o čemž svědčí rostoucí počet hnízdících ptáků ve Skandinávii a severozápadním Rusku. Je tažný se zimovišti v Africe jižně od rovníku. Ve střední Evropě se vyskytuje od dubna do září.
Evropská populace je odhadována na 1,5–2 miliony párů. V České republice hnízdí na většině území po 800 m n. m. v počtu 50–100 tisíc párů.

## Prostředí
Hnízdí v hustých vysokých bylinných porostech s keři v blízkosti vod nebo na přilehlých polích. V rákosinách se vyskytuje většinou až na podzim.

## Potrava
Po potravě pátrá nejčastěji v husté vegetaci. Je převážně hmyzožravý, ale živí se i jinými bezobratlými, včetně pavouků nebo měkkýšů. Na podzim požírá také bobule.

## Hnízdění

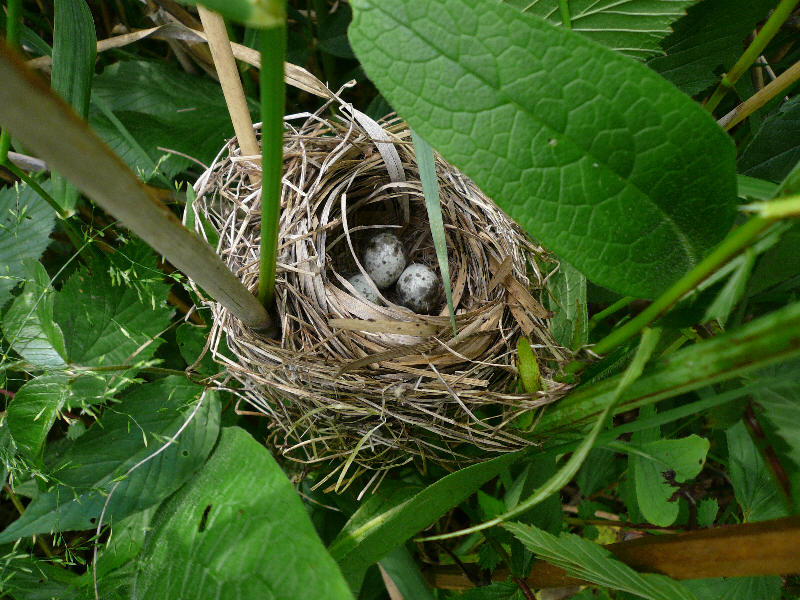
Hnízdo rákosníka zpěvného s vejci v CHKO Poodří

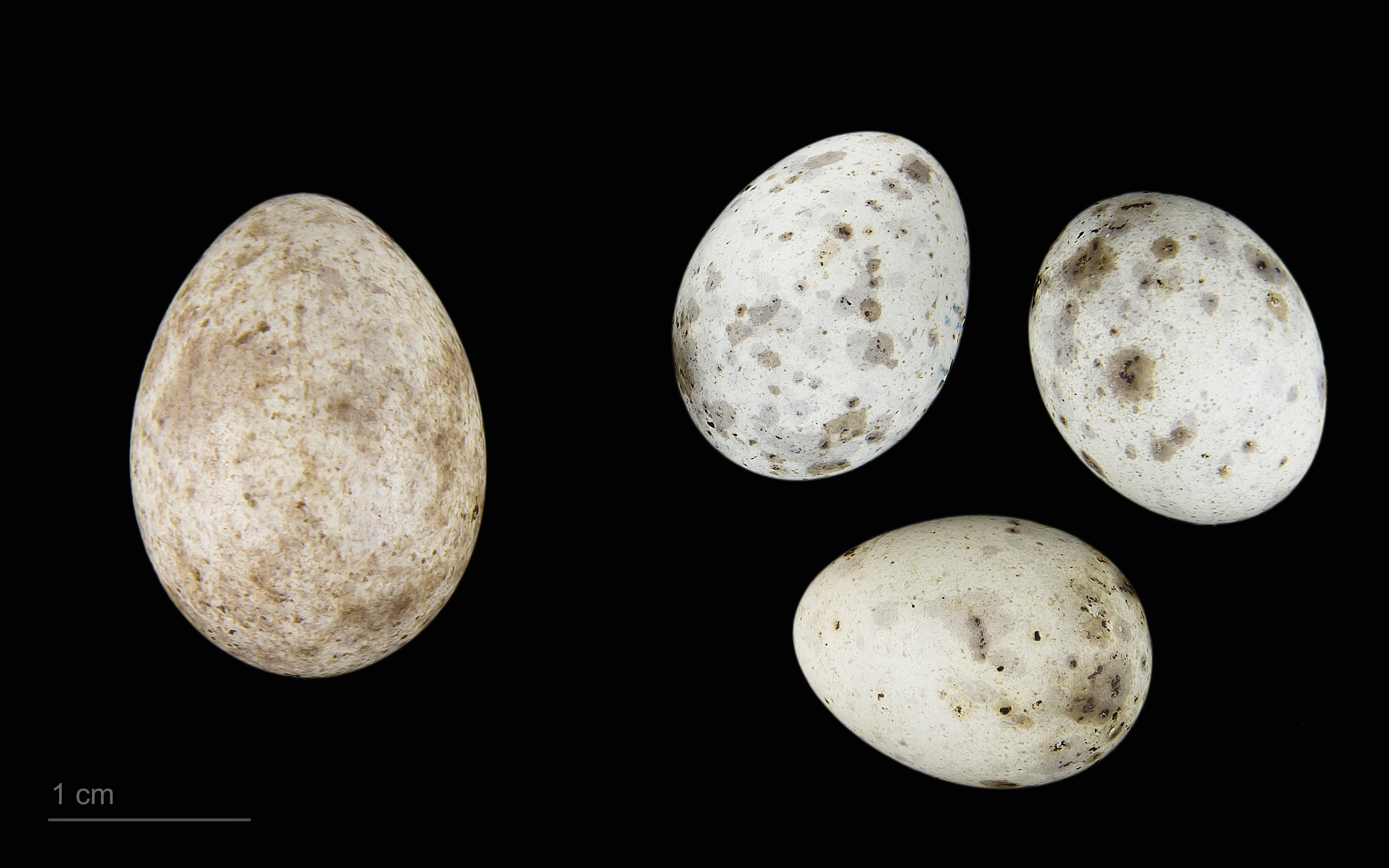
Srovnání vejce kukačky obecné s vejci rákosníka zpěvného

Hnízdí 1× ročně od května do července. Páry jsou obvykle sezónně monogamní. Hluboké miskovité hnízdo ze stonků a listů trav vplétá mezi nízkou vegetaci. Samice snáší 3 až 6 bělavých, tmavě skvrnitých vajec o velikosti 18,6 × 13,8 mm, na kterých sedí po dobu 12–13 dnů oba rodiče. Mláďata hnízdo opouštějí ve věku 11–13 dnů. Tehdy si je rodiče rozdělí a tím soudružnost hnízdního páru zaniká. Pohlavně dospívá ve druhém kalendářním roce, nejvyšší zaznamenaný věk v česku je 8 let. Je častým hostitelem kukačky obecné (Cuculus canorus).